# Yeshey Gyeltshen
Yeshey Gyeltshen (11 de fevereiro de 1983) é um futebolista butanês que joga como atacante. Atualmente joga no Druk Stars<, além de ter jogado 6 vezes pela Seleção Butanesa de Futebol.

## Carreira
Iniciou a carreira em 2004, no Druk Pol, jogando até 2006. Desde 2007, atua pelo Druk Stars, vencendo 2 vezes o Campeonato Butanês (2009 e 2019), além da Segunda Divisão em 2012.

## Seleção nacional
Yeshey disputou 6 partidas pela Seleção Butanesa entre 2008 e 2009, estreando nas eliminatórias da Copa da Ásia de 2011, quando seu país enfrentou o Tajiquistão e perdeu por 3 a 1. Seus 2 gols com a camisa dos Druk Eleven foram na vitória por 3 a 1 sobre o Afeganistão, em jogo válido pela Copa da SAFF de 2008. A última partida em que o atacante participou foi contra o Paquistão, em dezembro de 2009.

### Estatísticas pela seleção
- Atualizado em 21 de outubro de 2019.

| Butão | Butão | Butão |
| Ano   | Jogos | Gols  |
| ----- | ----- | ----- |
| 2008  | 4     | 2     |
| 2009  | 2     | 0     |
| Total | 6     | 2     |

### Gols pela seleção
| 1.                                | 8 de junho de 2008 | Estádio Sugathadasa, Colombo, Sri Lanka | Afeganistão | 1–3 | Copa da SAFF de 2008 |
| 2.                                | 8 de junho de 2008 | Estádio Sugathadasa, Colombo, Sri Lanka | Afeganistão | 1–3 | Copa da SAFF de 2008 |
| Atualizado em 21 de julho de 2013 |                    |                                         |             |     |                      |

## Títulos
Druk Stars
- Campeonato Butanês: 2 (2009 e 2019)
- B-Division: 1 (2012)